# Petrocephalus cunganus
Petrocephalus cunganus es una especie de pez del género Petrocephalus, familia Mormyridae, orden Osteoglossiformes. Fue descrita científicamente por Boulenger en 1910.
Es una especie inofensiva para el ser humano.

## Descripción
La longitud estándar es de 11 centímetros.

## Distribución
Se distribuye por África: río Cuanza (costa atlántica) en Angola.